# Tyumen Grand Slam
Il Tyumen Grand Slam è un torneo internazionale di judo che si è tenuto annualmente a Tyumen, in Russia.
Il torneo ha fatto parte del circuito IJF World Tour, ad oggi conta 3 edizioni.

## Edizioni facenti parte dell'IJF World Tour
Di seguito la tabella delle ultime edizioni del meeting.
| Edizione | Anno | Data         | Circuito            | Dettagli               | Rif.  |
| -------- | ---- | ------------ | ------------------- | ---------------------- | ----- |
| 1°       | 2014 | 12-13 luglio | IJF World Tour 2014 | Tyumen Grand Slam 2014 | [ 1 ] |
| 2°       | 2015 | 18-19 luglio | IJF World Tour 2015 | Tyumen Grand Slam 2015 | [ 2 ] |
| 3°       | 2016 | 16-17 luglio | IJF World Tour 2016 | Tyumen Grand Slam 2016 | [ 3 ] |